# Steven Strait
Steven Strait, född 23 mars 1986 i Greenwich Village i New York, är en amerikansk skådespelare och artist.

## Filmografi

### Filmer
- 2005 – Höjdarskolan: Sky High
- 2005 – Undiscovered
- 2006 – The Covenant
- 2008 – Stop-Loss
- 2008 – 10,000 BC
- 2009 – City Island
- 2012 – After
- 2013 – Sleeping with the Fishes
- 2016 – Hot
- 2016 – Extra Credit and Arthur Darks
- 2019 – Life Like

### TV serier
- Tredje skiftet
- H.M.S.: White Coat
- Chase
- Magic City
- Revenge
- The Expanse

## Fotnoter
1. ↑  Internet Movie Database, IMDb-ID: nm1711829co0047972, läst: 13 oktober 2015.[källa från Wikidata]
2. ↑  filmportal.de, Filmportal-ID: 236dc86494b5403da6b9ccc80537247f, läst: 9 oktober 2017.[källa från Wikidata]
3. ↑  Gemeinsame Normdatei, läst: 11 december 2014.[källa från Wikidata]
4. ↑  Gemeinsame Normdatei, läst: 25 juni 2015.[källa från Wikidata]